# Coremacera ussuriensis
Coremacera ussuriensis är en tvåvingeart som först beskrevs av Elberg 1968.  Coremacera ussuriensis ingår i släktet Coremacera och familjen kärrflugor. Inga underarter finns listade i Catalogue of Life.